# دایل هادون
دایل هادون (انگلیسی: Dayle Haddon؛ ۲۶ مهٔ ۱۹۴۸ – ۲۷ دسامبر ۲۰۲۴)  بازیگر و مدل اهل کانادا بود.
از فیلم‌ها یا برنامه‌های تلویزیونی‌ای که وی در آنها نقش داشته‌است، می‌توان به دخترخاله، مرد لاتینو… تحت تعقیب، سایبورگ، شهر قمار و آموزگار جایگزین اشاره کرد.